# Beecher (Wisconsin)
Beecher è un comune degli Stati Uniti, situato in Wisconsin, nella Contea di Marinette.